# Tênis Espetacular - Desafio Brasil x Argentina
Tênis Espetacular - Desafio Brasil x Argentina, ou Desafio de Tênis Brasil x Argentina, foi um torneio amistoso de tênis.
O primeiro desafio foi disputado em outubro de 2000, no Ginásio do Ibirapuera. O segundo foi disputado no Maracanãzinho no início de 2002, abrindo a temporada do tenis mundial no ano. O terceiro foi disputado também em 2002, mas desta vez no Ginásio do Ibirapuera.
Disputado nos mesmos moldes da Copa Davis, o Desafio teve dois jogos de simples no primeiro dia, um de duplas no segundo e mais dois de simples no terceiro.

## Desafio I
O primeiro desafio foi disputado entre os dias 19 e 21 de outubro de 2000, no Ginásio do Ibirapuera, em São Paulo.
No primeiro dia, Meligeni derrotou Franco Squillari, e Guga venceu Gaston Gaudio. Nas duplas, vitória dos argentinos Pablo Albano e Lucas Arnold sobre Guga e Jaime Oncins. O Brasil definiu o Desafio no terceiro dia de disputa, com Meligeni vencendo Gaudio e Guga derrotando Squillari.
Além do Desafio, outras atividades ocorreram. Uma clínica de tênis para crianças que contou com a presença dos oito competidores, e uma partida entre os então melhores juvenis dos dois países: Bruno Soares contra o argentino Cristian Villagrán.

## Desafio II
O Desafio II Brasil x Argentina ocorreu entre os dias 3 e 5 de janeiro de 2002, no Maracanãzinho.
No primeiro dia de disputas, Meligeni foi derrotado por Gaston Gaudio por 2–1, e Guga venceu David Nalbandian empatando o confronto. No segundo dia, a dupla brasileira Guga e Daniel Melo, venceram a dupla argentina formada por Gaston Gaudio e Luis Lobo. No último dia de disputa, no sábado 5, Fernando Meligeni derrotou David Nalbandian por 2 sets a 0 e Guga derrotou Gaston Gaudio e fechou o placar em 4–1 para os brasileiros.

## Desafio III
O Desafio III foi disputado nos dias 5, 6 e 7 de novembro de 2002, no Ginásio do Ibirapuera.
No primeiro dia, Fernando Meligeni venceu Gastón Gaudio por 2 sets a 0, parciais de 6–3 e 7–6 (7–1). Depois, Gustavo Kuerten superou David Nalbandian, fazendo 2 a 0 para o Brasil. No segundo dia, Guga e André Sá selaram a vitória brasileira por antecipação. Eles derrotaram a parceria argentina de Luis Lobo e David Nalbandian, por 2 sets a 0. No terceiro e último dia, David Nalbandian derrotou Fernando Meligeni por 2x0 (6/4 e 6/3) e na última partida, Guga bateu o argentino Gaston Gaudio, de virada, por 2 sets a 1, parciais de 4/6, 6/1 e 7/6 (7/4), selando o placar do amistoso em 4–1 para o Brasil.